# Stanisław Polinkiewicz
Stanisław Michał Polinkiewicz (ur. 28 września 1895 we Lwowie, zm. 29 kwietnia 1974 w Londynie) – podpułkownik Wojska Polskiego.

## Życiorys
Urodził się 28 września 1895 we Lwowie. Po zakończeniu I wojny światowej, jako były oficer c. i k. armii, został przyjęty do Wojska Polskiego i zatwierdzony do stopnia podporucznika. U kresu wojny w listopadzie 1918 uczestniczył w obronie Lwowa w 1918 w trakcie wojny polsko-ukraińskiej. Został awansowany na stopień porucznika piechoty ze starszeństwem z dniem 1 czerwca 1919, a następnie na stopień kapitana piechoty ze starszeństwem z dniem 15 sierpnia 1924. W początku lat 20. został przydzielony z 61 pułku piechoty z Bydgoszczy do Powiatowej Komendy Uzupełnień Bydgoszcz na stanowisko oficera instrukcyjnego. W kwietniu 1924 przydzielony został do macierzystego 61 pp. W latach 30. był przeniesiony do Korpusu Ochrony Pogranicza. W 1934 był dowódcą kompanii karabinów maszynowych batalionu KOP „Troki”. Według stanu z marca 1939 był adiutantem III batalionu 26 pułku piechoty we Lwowie.
Po wybuchu II wojny światowej walczył w obronie Lwowa jako dowódca batalionu Ośrodka Zapasowego 5 Dywizji Piechoty, następnie został aresztowany przez sowietów i był więziony w łagrach. Na mocy układu Sikorski-Majski z 30 lipca 1941 odzyskał wolność, po czym został oficerem Polskich Sił Zbrojnych w ZSRR. W stopniu kapitana pełnił stanowisko dowódcy I batalionu 18 pułku piechoty, istniejącego na przełomie 1941/1942.
Po wojnie pozostał na emigracji w Wielkiej Brytanii. Do końca życia pozostawał w stopniu podpułkownika. Zmarł 29 kwietnia 1974 w Londynie. Został pochowany na tamtejszym Cmentarzu North Sheen.

## Ordery i odznaczenia
- Złoty Krzyż Zasługi (11 listopada 1968)[14]
- odznaczenia polskie i zagraniczne[1]